# Josef Vojta
Josef Vojta (Plzeň, 1935. április 19. – 2023. március 6.) Európa-bajnoki bronzérmes és olimpiai ezüstérmes csehszlovák válogatott cseh labdarúgó.

## Sikerei, díjai

### Klub
- Sparta Praha
  - Csehszlovák bajnok: 1964–65, 1966–67
  - Csehszlovák kupa: 1964

### Válogatott
- Csehszlovákia
  - Európa-bajnokság bronzérmes: 1960
  - Olimpiai ezüstérmes: 1964